# Godbout
Godbout è un villaggio del Canada, situato nella provincia del Québec, nella regione di Côte-Nord.